# Gabriela Brouwer de Koning
Gabriela Virginia Brouwer de Koning (Río Tercero, 17 de noviembre de 1980) es una política argentina, que actualmente se desempeña como diputada nacional por la provincia de Córdoba.

## Trayectoria
Proveniente de una familia política, Luis Brouwer de Koning, su padre, fue electo intendente de la localidad de Villa Ascasubi (1991-1995) y luego de la ciudad de Río Tercero en dos períodos. (2003-2007 / 2007-2011), también se desempeñó como Diputado Provincial (1995-1999), senador Provincial (1999-2003) y Legislador Provincial de Córdoba (2011-2015).
Su abuelo Julio Brouwer de Koning, perteneció a la Unión Cívica Radical, fue senador provincial de Córdoba en dos oportunidades (1946-1947 y 1952-1955),diputado provincial (1949-1952) y diputado nacional por aquella provincia entre 1960 y 1962. Fue interventor federal de la provincia de Misiones entre el 26 de mayo de 1958 y el 16 de marzo de 1959. Se desempeñó en el gobierno de Arturo Frondizi, con el cargo de Subsecretario del Ministerio de Defensa Nacional entre abril y junio de 1959.
Educación y formación
Gabriela es abogada, egresada de la Universidad Blas Pascal, y licenciada en Ciencia Política por la Universidad Católica de Córdoba. Posee un posgrado en Desarrollo Regional y Local por la Universidad Nacional de Río Cuarto y una formación especializada en función directiva y gobernanza local, obtenida mediante una beca de la Unión Iberoamericana de Municipalistas y el Centro de Formación de la Cooperación Española en Montevideo.
Trayectoria política y pública
Antes de su desempeño como diputada nacional, ocupó diversos cargos públicos en su ciudad natal, Río Tercero. Fue secretaria de Desarrollo Humano, directora de Asuntos Municipales y directora de Diseño y Gestión de Proyectos en el municipio. También se desempeñó como concejal y presidenta del Concejo Deliberante. En 2007, fue convencional constituyente para la reforma de la Carta Orgánica de Río Tercero.
En 2011 fue electa concejal de su ciudad de Río Tercero y nuevamente en 2019 hasta 2021 dónde fue elegida para presidir el concejo deliberante.
En el ámbito académico, fue profesora en la Facultad de Ciencia Política y Relaciones Internacionales de la Universidad Católica de Córdoba, donde ejerció como jefa de trabajos prácticos y profesora encargada en materias relacionadas con historia y procesos políticos argentinos.
Gestión legislativa
En su rol como diputada nacional, Gabriela Brouwer de Koning ha liderado proyectos legislativos significativos. Entre ellos, destaca la creación de la Universidad Nacional de Río Tercero, concebida como una reparación histórica para la ciudad tras las explosiones de la Fábrica Militar en 1995. Este proyecto, aprobado en 2022, busca promover el desarrollo educativo y económico de la región, adaptándose a las necesidades productivas locales.
También es autora de la Ley Blas, impulsada junto a Soledad Laciar, madre de Blas Correas, para prevenir el abuso policial mediante la implementación de protocolos más estrictos en las fuerzas de seguridad. Esta normativa, representa un avance en la justicia para las víctimas de violencia institucional y sus familias.
Se desempeña como presidenta de la Comisión de Previsión y Seguridad Social de la Honorable Cámara de Diputados, desde donde impulsa iniciativas orientadas a garantizar la recomposición salarial y mejorar las condiciones de vida de los jubilados y pensionados. Además, integra las comisiones de Ciencia, Tecnología e Innovación Productiva, de Familia, Niñez y Juventudes, y de Legislación del Trabajo, desde donde trabaja en políticas públicas vinculadas al desarrollo tecnológico, la protección de las familias argentinas y los derechos laborales. Su rol en estas comisiones refuerza su compromiso con una agenda legislativa amplia e inclusiva.
Polemicas
En el año 2021 la diputada se ausento a una sesion especial por el impuesto a los Ingresos Brutos por irse de viaje a Miami con su familia. Esto provoco un escandalo dentro de la alianza Juntos por el Cambio, ya que por su ausencia la oposición perdio la votación.
Reconocimientos y publicaciones
Gabriela ha contribuido con publicaciones académicas que reflejan su interés en la historia y la política. Entre ellas, destacan:
•	“De la Unión Cívica a la Unión Cívica Radical. La lucha por la participación ciudadana” (Editorial UCC, 2004).
•	“Córdoba entre campanas y chimeneas” (2007), una obra que analiza procesos históricos en la provincia de Córdoba.
Su gestión continúa orientada a promover políticas públicas que impacten positivamente en la educación, la justicia y el desarrollo regional.